# Catinella
Catinella Boud. – rodzaj grzybów z typu workowców (Ascomycota).

## Systematyka i nazewnictwo
Pozycja w klasyfikacji według Index Fungorum
Incertae sedis, Incertae sedis, Incertae sedis, Dothideomycetes, Pezizomycotina, Ascomycota, Fungi.
Gatunki występujące w Polsce
- Catinella olivacea (Batsch) Boud. 1907

Nazwy naukowe na podstawie Index Fungorum. Wykaz gatunków polskich według M.A. Chmiel